# Przejście graniczne Jastrzębie Ruptawa-Kempy-Petrovice u Karviné
Przejście graniczne Jastrzębie Ruptawa-Kempy-Petrovice u Karviné – polsko-czeskie przejście graniczne na szlaku turystycznym położone w województwie śląskim, w mieście Jastrzębie-Zdrój, zlikwidowane w 2007.

## Opis
Przejście graniczne Jastrzębie Ruptawa-Kempy-Petrovice u Karviné w rejonie znaku granicznego nr I/143/8 , zostało utworzone 23 sierpnia 2005. Czynne było przez cały rok: w okresie wiosenno-letnim (kwiecień–wrzesień) w godz. 6.00–20.00, a w drugiej połowie roku w godz. 8.00–18.00. Dopuszczony był ruch pieszych, rowerzystów i narciarzy. Odprawę graniczną i celną wykonywały organy Straży Granicznej. Doraźną kontrolę graniczną osób, towarów i środków transportu wykonywała Placówka Straży Granicznej w Zebrzydowicach (Placówka SG w Zebrzydowicach).
21 grudnia 2007 na mocy układu z Schengen przejście graniczne zostało zlikwidowane.
Do przekraczania granicy państwowej z Republiką Czeską na szlakach turystycznych uprawnieni byli obywatele następujących państw:

1. Republika Austrii
2. Królestwo Belgii
3. Republika Grecji
4. Królestwo Danii
5. Republika Estonii
6. Republika Finlandii
7. Republika Francuska
8. Królestwo Hiszpanii
9. Królestwo Niderlandów
10. Państwo Izrael
11. Japonia
12. Republika Irlandii
13. Republika Islandii
14. Kanada
15. Wielkie Księstwo Luksemburga
16. Republika Litewska
17. Republika Łotewska
18. Republika Federalna Niemiec
19. Królestwo Norwegii
20. Republika Portugalska
21. Republika Słowacka
22. Republika Słowenii
23. Stany Zjednoczone Ameryki Północnej
24. Konfederacja Szwajcarska
25. Królestwo Szwecji
26. Republika Węgierska
27. Zjednoczone Królestwo Wielkiej Brytanii i Irlandii Północnej
28. Republika Włoska
29. Republika Cypryjska[5]
30. Księstwo Liechtensteinu[5]
31. Republika Malty[5].

### Przejście graniczne z Czechosłowacją
W II RP istniało polsko-czechosłowackie przejście graniczne Ruptawa-Prsna-Petrovice (miejsce przejściowe po drogach ulicznych), w rejonie znaków granicznych nr 4/1, 3/14. Był to punkt przejściowy z prawem dokonywania odpraw mieszkańców pogranicza, bez towarów w czasie i na zasadach obowiązujących urzędy celne, ustawione przy drogach kołowych. Dopuszczony był mały ruch graniczny. Przekraczanie granicy odbywało się na podstawie przepustek: jednorazowych, stałych i gospodarczych.

## Galeria

Przejście graniczne Jastrzębie Ruptawa-Kempy-Petrovice u Karviné
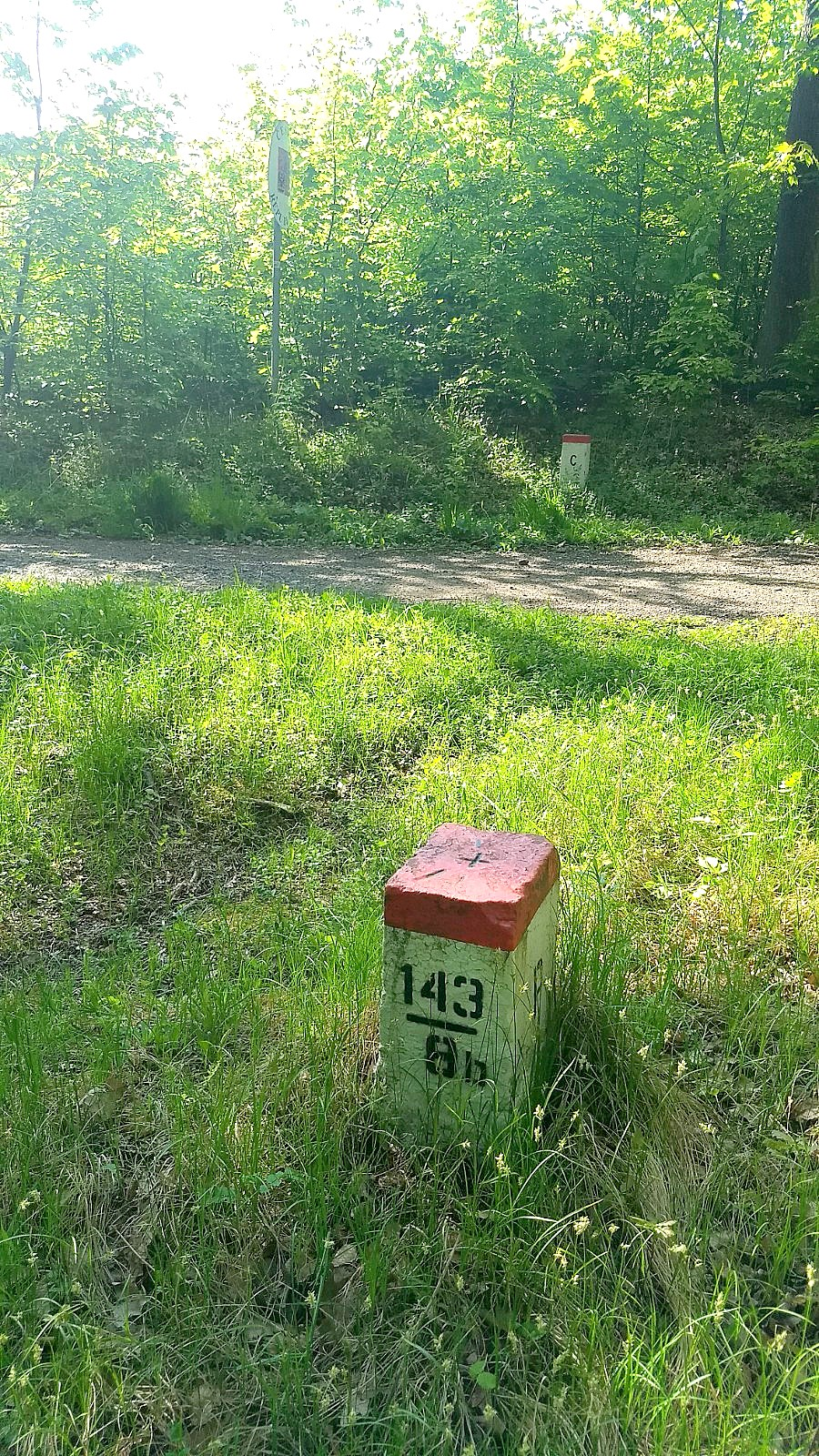
Znak gran. nr 143/8b (maj 2020)
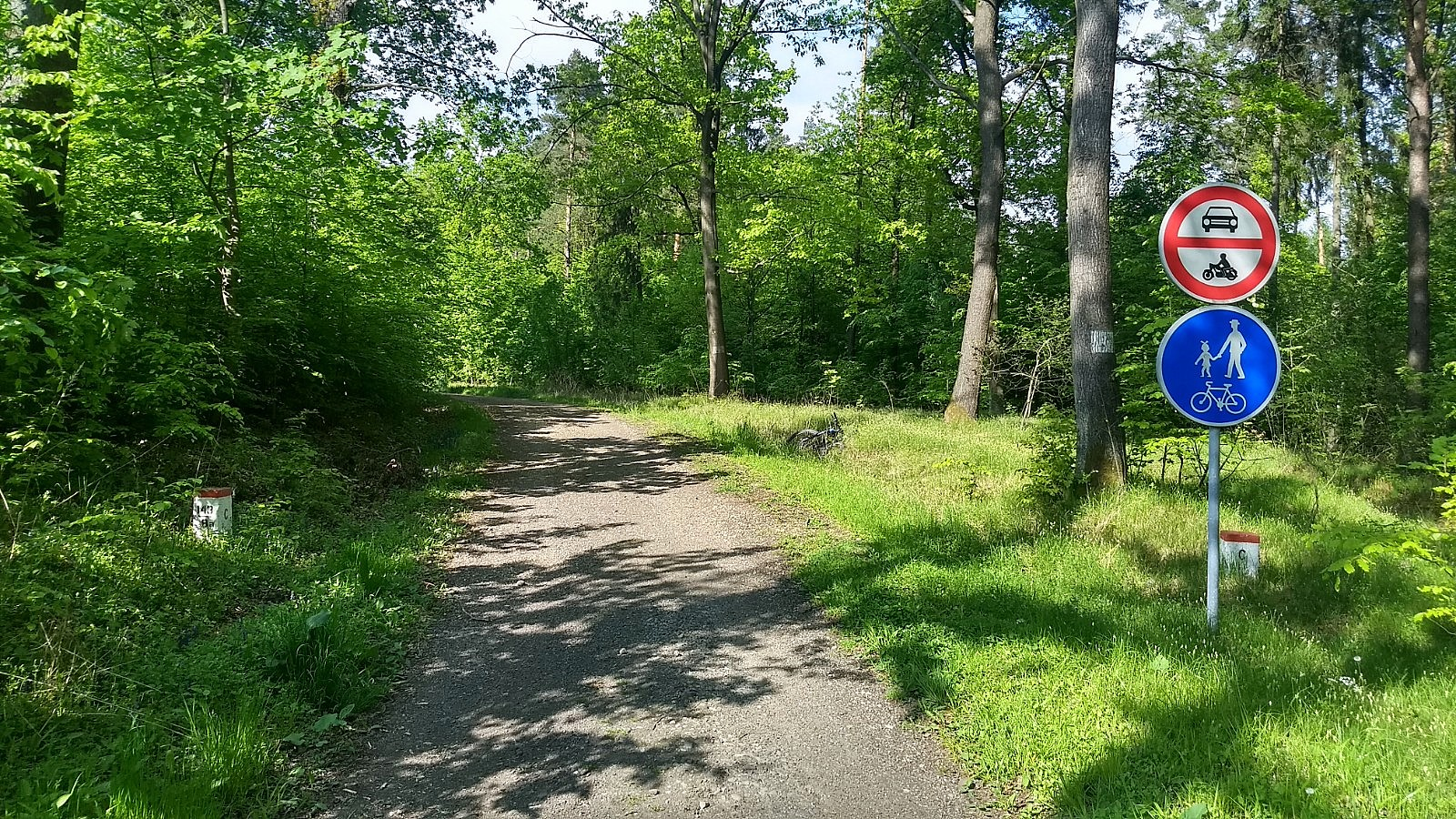
Widok od strony czeskiej (maj 2020)
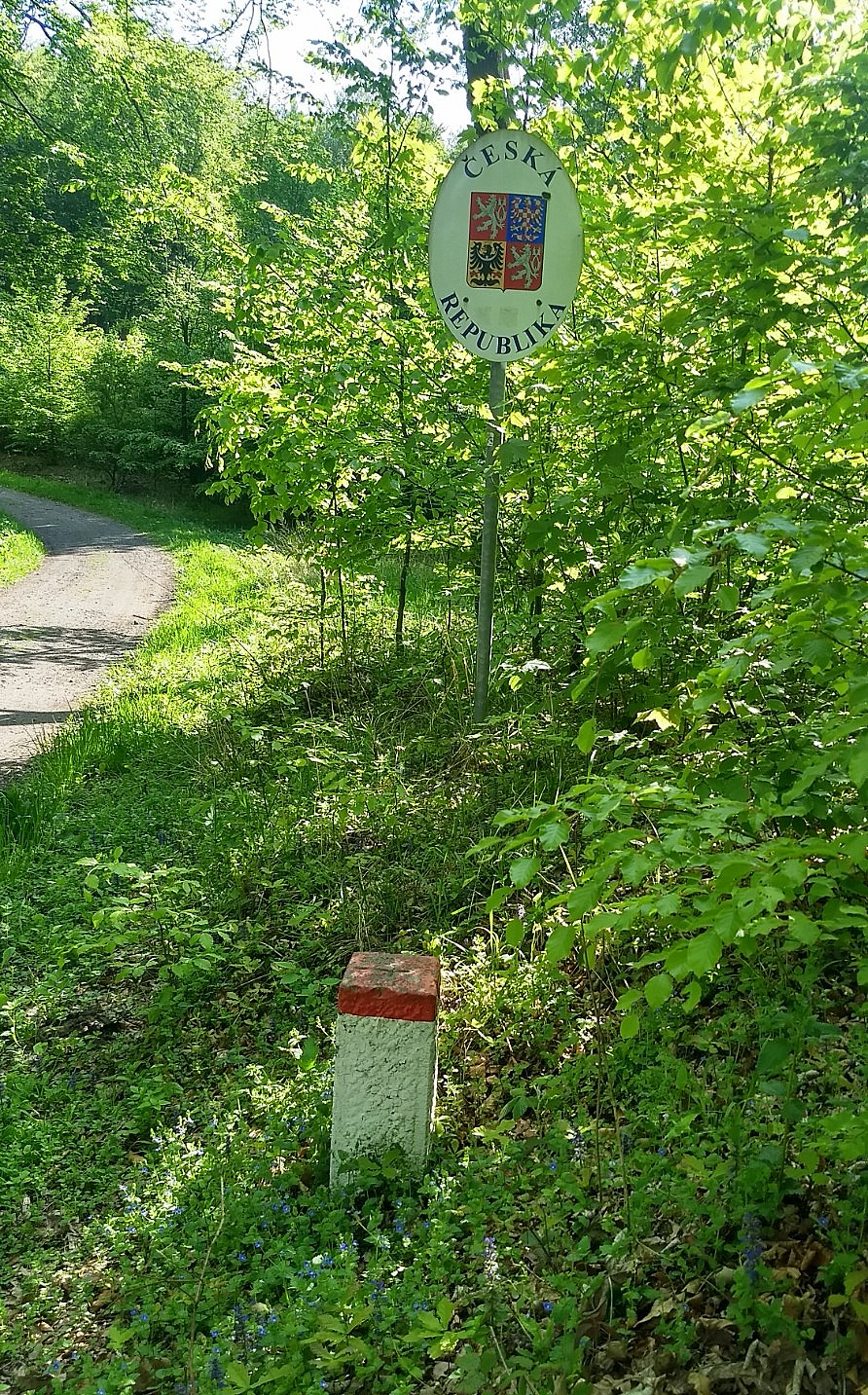
Znak gran. nr 143/8a (maj 2020)